# Landin (Kotzen)
Landin ist ein Ortsteil der Gemeinde Kotzen im Havelland. Bis zum 26. Oktober 2003 war der Ort eine eigenständige Gemeinde. Im August 2018 hatte Landin 88 Einwohner. Der Ort hat eine Fläche von 10,6 km².

## Geschichte

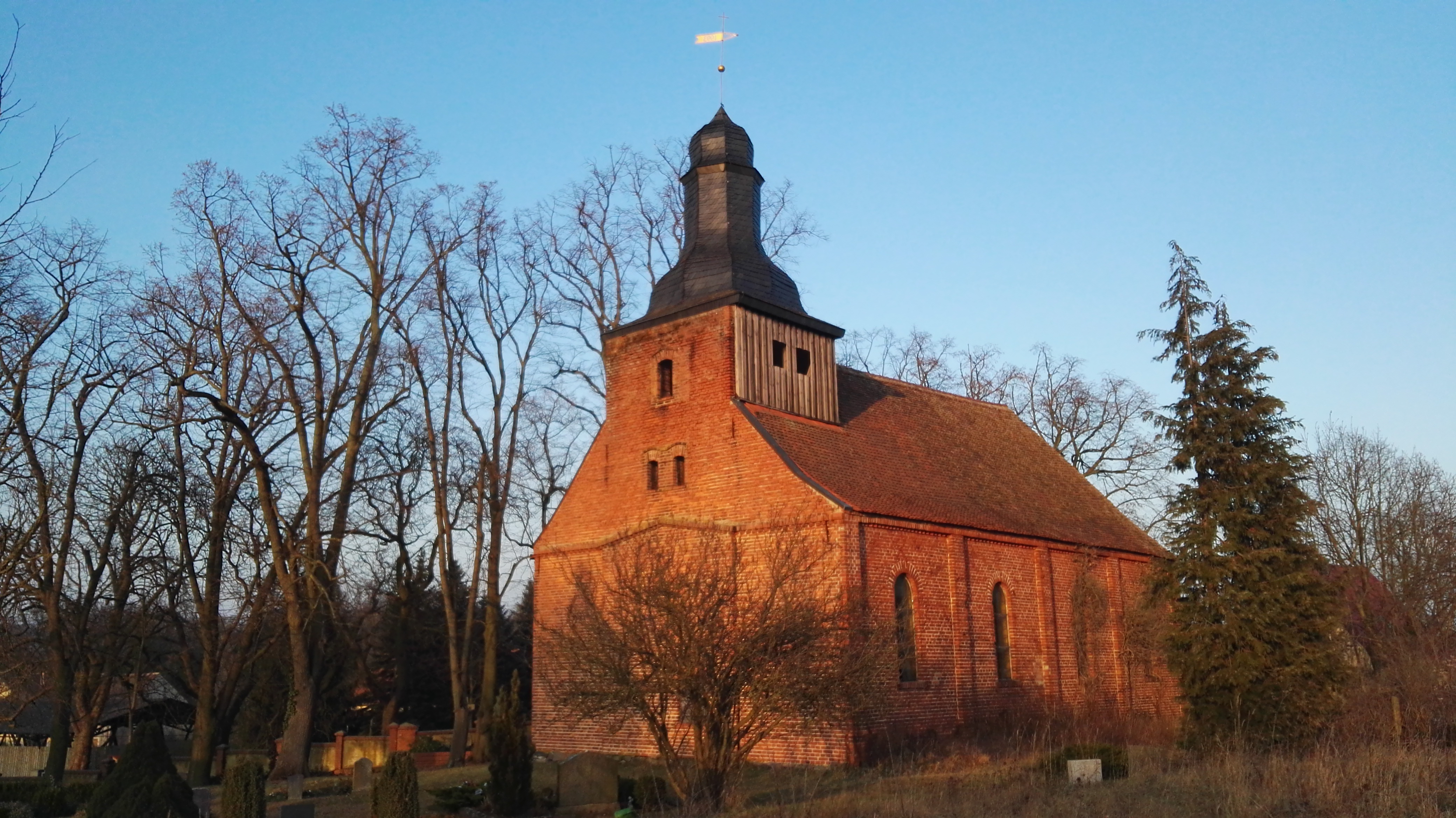
Dorfkirche

Westlich Landins befand sich im Mittelalter auf dem Teufelsberg die Burg Landin, die einzige bekannte Höhenburg der Gegend. Das Dorf wurde 1353 erstmals urkundlich erwähnt. Die Siedlung war damals Eigentum der Familie von Bredow.
Das dem großen Theodor Fontane, der selbst in Landin zu Gast war, wohl am nähesten stehende Adelsgeschlecht sollte fortan die Historie des Ortes durch ihren Grundbesitz prägen. Innerhalb der Bredows bildete sich eine eigene Familienlinie Landin heraus, welche Ende des Jahrhunderts mehrere Güter im Havelland, in der Prignitz und sogar in Mecklenburg besaß. Ein Vertreter, welcher alle Besitzungen in seiner Hand hielt, war Karl von Bredow-Landin (1777–1825), liiert mit Luise von Bredow-Wagenitz. Die Hochzeit innerhalb einer großen Familie galt durchaus als konventionell. Ihr Sohn Hasso von Bredow erbte dann Landin mit Kriele, heiratete Eugenie Gräfin Schwerin-Wildenhoff. Hasso ging zuvor mit allen seinen Brüdern auf das Adelsinternat der Ritterakademie am Dom zu Brandenburg. Eine Nachfahre von Hasso, Bernhard von Bredow, wurde General, der zweite Sohn Max von Bredow (1851–1918) aber Gutsherr auf Kriele mit Hauptsitz in Landin. Das Generaladressbuch der Brandenburger Rittergutsbesitzer weist für Landin 780 ha aus, für Kriele 612 ha. Beide nannten sich kreistagsfähige Rittergüter. Max von Bredow war unter anderem Mitglied des Preußischen Herrenhauses, auf Präsentation der Familie, des Weiteren Direktor des Kur- und Neumärkischen Ritterschaftlichen Kreditinstuts in Berlin und im Johanniterorden trug er den Titel Rechtsritter. Letzter Grundbesitzer auf Landin war Wichard von Bredow. Aus seiner Ehe mit Alice Baronesse Grotthuß stammte der eigentliche Erbe und Gutsverwalter Jürgen von Bredow-Landin. Dieser lebte mit seiner Familie nach dem Krieg in Westfalen.
Bis zu großen Wirtschaftskrise blieben die Rittergüter die größten Landwirtschaftsbetriebe in der Region. Im Ort Landin gab es um 1930 noch zwei Betriebe. Es waren der 27 ha große Hof der Familie Friedrich Kühne und der 31 ha Hof von Reinhard Mewes. Die Gutsbesitzerfamilie wurde bei der Bodenreform 1945 enteignet.
Im Zuge der brandenburgischen Gemeindegebietsreform schlossen sich die Dörfer Kotzen, Kriele und Landin am 26. Oktober 2003 zur Gemeinde Kotzen zusammen.

## Kultur und Sehenswürdigkeiten

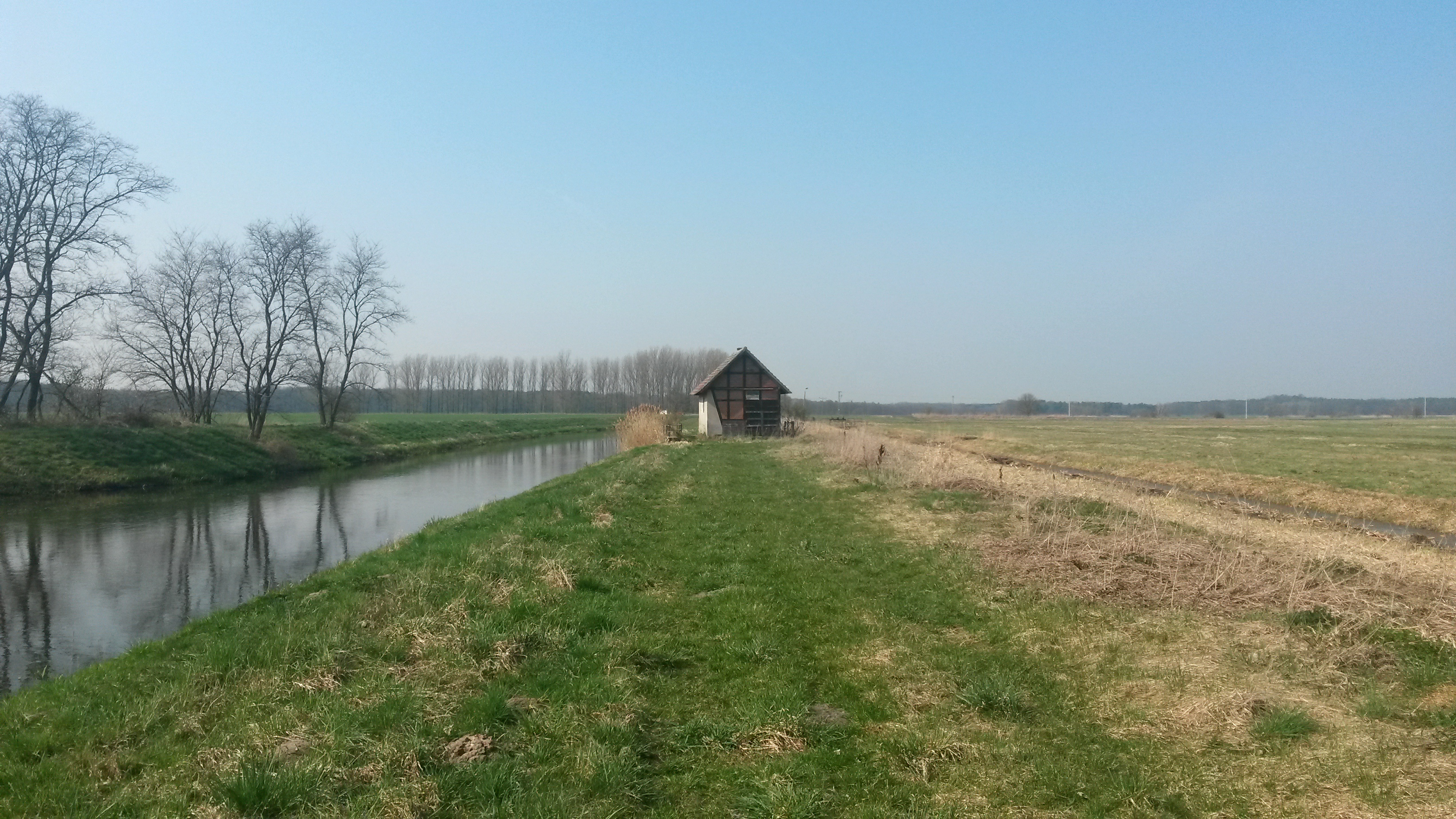
Pumpwerk Landin

- Die Dorfkirche Landin ist eine Fachwerkkirche aus dem 18. Jahrhundert. Im Innenraum steht unter anderem ein hölzerner Kanzelaltar aus dem Jahr 1736.
- Nahe Landin liegt am Großen Havelländischen Hauptkanal ein altes Pumpenwerk, welches ebenfalls denkmalgeschützt ist. Das Pumpenwerk besteht aus einer Hebepumpe mit Vakuumansaugepumpe, welche in einer Fachwerkumhausung eingebaut wurde und den dazugehörigen Ein- und Auslaufbauten. Errichtet wurde die Anlage 1916.

## Sohn des Ortes
- Max von Bredow (1817–1893), Rittergutsbesitzer, preußischer Oberst, Politiker, Mitglied des Preußischen Herrenhauses
- Wichard von Bredow (1888–1951), Rittergutsbesitzer, Verwaltungsbeamter und Kommunalpolitiker